# Россошанская улица
Россоша́нская у́лица (до 2 декабря 1969 года — Проектируемый проезд № 4572) — улица в Южном административном округе Москвы на территории района Чертаново Южное. Пролегает от Варшавского шоссе до Дорожной улицы. Является продолжением улицы Академика Янгеля. Нумерация домов начинается от Варшавского шоссе.

## Происхождение названия
Названа по городу Россошь Воронежской области в связи с расположением на юге Москвы.

## Здания и сооружения
На пересечении с Россошанским проездом с советских времён построен общественный туалет подземного типа. По состоянию на декабрь 2012 года отремонтирован и работает.
По нечётной стороне:
- д. 3 корп. 1а — продовольственный магазин.
- д. 7 корп. 1 — магазин «Дикси».
- д. 7 корп. 1б — почта, пекарня, аптека «Столички».
- д. 13 корп. 1 — продовольственный магазин.
- д. 13а — «Магнит Маркет».

По чётной стороне:
- д. 2а — Школа № 924, дошкольное отделение.
- д. 4 корп. 1 — торговый центр «Россошанка»; магазин «Пятёрочка»; ветеринарная клиника «Свой доктор»; монтессори-школа «Кассиопея».
- д. 4 корп. 2 — Центр госуслуг района Чертаново Южное.
- д.6 — магазин «Верный»; «Персей для детей».
- д. 6б — Школа № 924, дошкольное отделение.
- д. 10 — Аппарат совета депутатов муниципального округа Чертаново Южное.

## Транспорт

### Метро
- Станция метро «Улица Академика Янгеля»

### Железнодорожный транспорт
- Станция Красный Строитель МЦД-2

### Автобус
| с941: | Южная • Пражская • Красный Строитель • Улица Академика Янгеля • Красный Маяк              |
| 947:  | Варшавская • Южная • Пражская • Улица Академика Янгеля • Красный Строитель                |
| 980:  | Чертаново Южное • Улица Академика Янгеля • Покровское • Южная                             |
| 990:  | Улица Академика Янгеля • Красный Строитель                                                |
| с997: | Чертаново Южное • Пражская • Улица Академика Янгеля • Красный Строитель • Аннино • Аннино |

«→» — остановки проходятся только при движении в прямом направлении; «←» — остановки проходятся только при движении в обратном направлении.